# Teleprompter

A imagem do monitor é refletida em um espelho prateado montado num ângulo de 45° com relação à lente da câmera.

Teleprompter ou, em português, teleponto,  é um equipamento acoplado às câmaras de vídeo que exibe o texto a ser lido pelo apresentador. É a forma mais eficiente de exibir textos para apresentadores, especialmente em segmentos longos. Existem dois tipos de telepontos de câmara: hard copy e soft copy.

## Descrição
As pessoas que trabalham frente às câmaras de TV utilizam diferentes tipos de pontos, para auxiliar a leitura de seus textos. A maioria dos telepontos, prompters ou teleprompters (assim conhecidos devido ao fabricante original) apresentam na frente da câmara uma imagem dos textos refletidos em um espelho. A imagem do texto no teleponto é eletronicamente invertida da esquerda para a direita para que a imagem no espelho apareça corretamente.
Sendo apenas meio espelhado, o espelho funciona de duas maneiras. Primeiro, reflete a imagem gerada na tela do teleponto, permitindo que o apresentador leia o texto. Segundo, devido a sua semitransparência, o espelho permite que quase toda a luz da cena passe através de sua superfície e seja captada pela lente da câmara. Quando o apresentador está lendo no teleponto, temos a impressão de que ele está olhando directamente para a lente da câmara e consequentemente para a audiência. Para evitar uma aparência de rigidez, alguns repórteres desviam o olhar da câmera periodicamente para suas anotações, especialmente quando querem dar ênfase a factos e números.
Outros preferem utilizar grandes cartões (cue cards) com o texto escrito com um pincel atómico em letras grandes. Este método, no entanto, é muito limitado. O uso de cartões, além de requerer uma pessoa extra para segurar o cartão, obriga o apresentador a desviar constantemente o seu olhar da câmera para ler o texto. Muitos repórteres de TV simplesmente utilizam um pequeno bloco no qual anotam nomes, números e outros dados importantes. Normalmente, os repórteres memorizam os textos das passagens e encerramento de suas matérias, e leem o texto do off fora de cena. Alguns repórteres aperfeiçoaram a uma técnica bastante engenhosa: após redigir a nota completa, eles gravam o texto numa fita de áudio, e na hora de gravar em frente da câmara, utilizam um pequeno fone de ouvido e vão repetindo o texto previamente gravado no audiocassete (uma espécie de ponto eletrónico). Esta técnica requer prática, concentração e uma fonte de áudio confiável.

### Tipos deteleprompter

#### Hardcopy (hardcopy memo)
O hardcopy teleprompter utilizava grandes rolos de papel ou acetato. Primeiro, o texto era datilografado em letras grandes e frases curtas (de duas a quatro palavras). O papel então era afixado em dois cilindros motorizados, a imagem era captada por uma câmera e mostrada em um monitor. O texto exibido no monitor ia subindo (como nos créditos do cinema) numa velocidade tal que permitisse a leitura fluente. O operador ou o próprio apresentador controlavam a velocidade do movimento utilizando um controle manual. Os teleprompters hard copy foram substituídos pelos teleprompters softcopy.

#### Softcopy

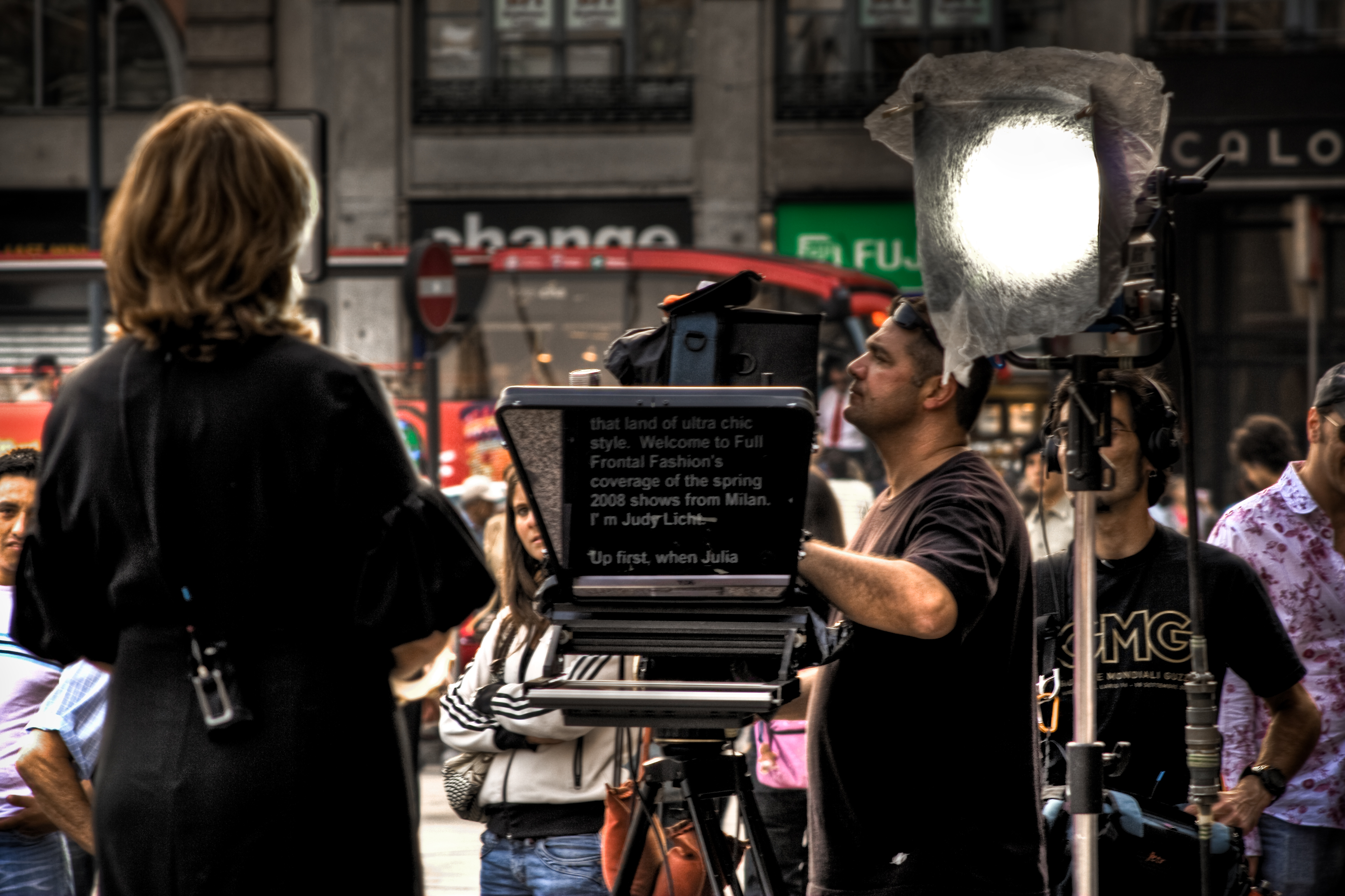
Teleponto em uso num programa. (Prompter Softcopy)

O softcopy teleprompter dispensa o papel, apresentando o texto no ecrã (tela) de um computador (muito similar ao monitor do seu micro). Este método possui muitas vantagens. Primeiro, sendo o texto uma imagem eletronicamente gerada no computador, o texto fica nítido e fácil de ler. Também é mais fácil fazer alterações de última hora, sem pôr em risco a legibilidade ocasionada por palavras e frases riscadas a lápis ou caneta. Uma vez digitado, o texto no computador pode ser reformatado eletronicamente e apresentado no formato padrão de teleponto (frases curtas com letras grandes e sólidas). Se o monitor do teleponto for colorido, o texto pode conter cores diferentes para marcar o script de diferentes locutores ou para enviar instruções especiais aos apresentadores (e é claro, não deverão ser lidas em voz alta).

## Noções de uso
Quando utilizamos qualquer tipo de teleponto, devemos sempre considerar uma questão importante: a distância entre o teleponto e o apresentador. Se a câmera for colocada perto do apresentador (para facilitar a leitura), o movimento constante dos olhos, da esquerda para a direita, no ato de ler pode ser perceptível e distrair os telespectadores. Se a câmera for colocada longe, podemos utilizar um zoom in para diminuir o enquadramento e minimizar o problema do movimento ocular; no entanto, a distância extra irá dificultar a leitura. A solução passa por encontrar com o apresentador uma distância câmara/sujeito aceitável - a maior distância possível que não inviabilize a leitura - e mantê-la durante as gravações.